# Prodotiscus
Prodotiscus es un género de aves piciformes de la familia Indicatoridae.

## Especies
Se reconocen las siguientes especies:
- Prodotiscus insignis
- Prodotiscus zambesiae
- Prodotiscus regulus